# Hylonycteris underwoodi
Hylonycteris underwoodi là một loài động vật có vú trong họ Dơi mũi lá, bộ Dơi. Loài này được Thomas mô tả năm 1903.

## Hình ảnh

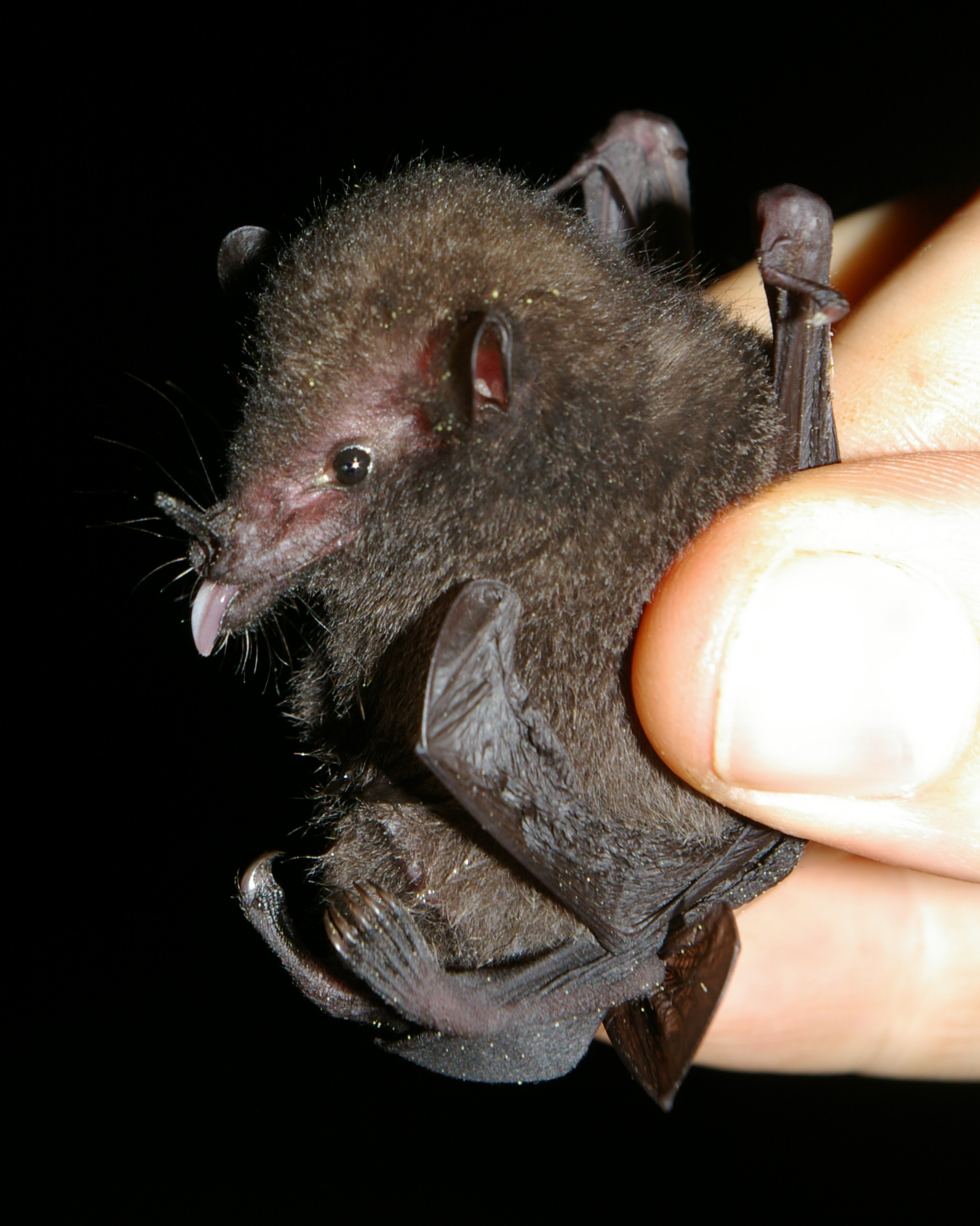